# ショート・サーキット2 がんばれ!ジョニー5
『ショート・サーキット2 がんばれ!ジョニー5』（原題：Short Circuit 2）は、1988年のアメリカ合衆国のSF映画。

## ストーリー
ノバ・ロボティクスをやめ、ナンバー・ファイブのおもちゃを作っていたベン・ジャベリ（フィッシャー・スティーブンス）のもとに、モンタナへ行ったステファニーとクロスビーから本物のナンバー・ファイブが届けられた。ジョニー5と名乗りだした彼は、ベンのおもちゃ製造を手伝うはずが、ベンの知らぬ間に大都会へ繰り出す。

## キャスト
| 役名                         | 俳優                                 | 日本語吹き替え | 日本語吹き替え | 日本語吹き替え |
| 役名                         | 俳優                                 | VHS版          | 日本テレビ版   | 機内上映版     |
| ---------------------------- | ------------------------------------ | -------------- | -------------- | -------------- |
| ジョニー5（声）              | ティム・ブラニー                     | 三ツ矢雄二     | 島田敏         |                |
| ベン・ジャベリ               | フィッシャー・スティーブンス         | 安原義人       | 宮本充         | 江原正士       |
| フレッド・リッター           | マイケル・マッキーン                 | 広川太一郎     | 大塚明夫       | 内海賢二       |
| サンディ・バナトーニ         | シンシア・ギブ                       | 岡本麻弥       | 水谷優子       |                |
| オスカー・ボールドウィン     | ジャック・ウェストン                 | 今西正男       | 富田耕生       |                |
| ソーンダーズ                 | ディー・マカフェルディー             | 田原アルノ     | 若本規夫       |                |
| ジョーンズ                   | デビッド・ヘンブレン                 | 広瀬正志       | 荒川太郎       |                |
| ステファニー・スペック（声） | アリー・シーディー（ノンクレジット） |                |                |                |

## スタッフ
- 監督 - ケネス・ジョンソン
- 製作 - デイビッド・フォスター、ローレンス・ターマン、ゲイリー・フォスター
- 脚本・キャラクター創作 - S・S・ウィルソン、ブレント・マドック
- 製作総指揮 - マイケル・マクドナルド
- 撮影 - ジョン・マクファーソン
- 編集 - コンラッド・バフ
- アソシエイト・プロデューサー - エリック・アラード
- 音楽 - チャールズ・フォックス
- 字幕翻訳 - 戸田奈津子

## その他
- 1990年にジョニー5が登場する教育用作品『Hot Cars, Cold Facts』が製作されている。ストーリーは本作の続きとなっているが、ベンやサンディなどは登場しない。
  - キャスト
    - ジョニー5（声） - Russel Turner
    - Lisa - Gina Revarra
    - Officer Dave - John Hugh
    - Howard - Donald Bishop